# علی السلمی
علی السلمی (انگلیسی: Ali Selmi) مربی فوتبال اهل تونس بود.
وی پس از اخراج هنریک کاسپرچاک بعد از دو باخت در مسابقات گروهی جام جهانی فوتبال ۱۹۹۸ به‌عنوان سرمربی در مقابل تیم ملی فوتبال رومانی انتخاب شد که بازی با نتیجه مساوی ۱-۱ به پایان رسید، او بعداً سرمربی باشگاه فوتبال بالمرسی شد.